# Ursula Nothelle-Wildfeuer
Ursula Nothelle-Wildfeuer (* 1960 in Unna) ist eine deutsche römisch-katholische Theologin und Professorin für Praktische Theologie mit dem Arbeitsbereich Christliche Gesellschaftslehre an der Albert-Ludwigs-Universität Freiburg.

## Leben
Ursula Nothelle-Wildfeuer studierte nach ihrem Abitur 1978 an der Liebfrauenschule in Köln-Lindenthal Katholische Theologie und Germanistik auf Lehramt an der Rheinischen Friedrich-Wilhelms-Universität Bonn. Seit dem Jahrgang 1989 war sie Mitglied der Schriftleitung der Zeitschrift Arzt und Christ. 1990 wurde sie im Fach Christliche Gesellschaftslehre mit der Dissertation Duplex Ordo Cognitionis. Zur systematischen Grundlegung einer Katholischen Soziallehre im Anspruch von Philosophie und Theologie. zur Dr. theol. promoviert. Anschließend war sie Dozentin für das Fach Christliche Sozialwissenschaft an der Philosophisch-Theologischen Hochschule der Redemptoristen in Hennef-Geistingen und der Philosophisch-Theologischen Hochschule SVD St. Augustin sowie Assistentin am Seminar für Christliche Gesellschaftslehre und Pastoralsoziologie an der Universität Bonn.
1997 habilitierte sie sich mit einer Arbeit zum Thema Soziale Gerechtigkeit und Zivilgesellschaft an der Katholisch-Theologischen Fakultät der Universität in Bonn und erhielt die venia legendi für das Fach Christliche Gesellschaftslehre. Seit 1999 ist sie außerplanmäßige Professorin für den Lehrstuhl „Soziale Marktwirtschaft“ im Institut für Politikwissenschaften an der Universität Warschau.
Seit 2001 ist Nothelle-Wildfeuer Lehrbeauftragte für Christliche Gesellschaftslehre am Erzbischöflichen Diakoneninstitut in Köln und seit 2003 hat sie die ordentliche Professur für Christliche Gesellschaftslehre an der Universität Freiburg inne. Des Weiteren ist sie seit 2015 Dozentin für Christliche Gesellschaftslehre im überdiözesanen Priesterseminar Studienhaus St. Lambert Lantershofen.
Nothelle-Wildfeuer ist verheiratet mit Armin G. Wildfeuer, hat fünf Kinder, lebt in Sankt Augustin und ist Mitglied des dortigen Pfarrgemeinderats. Die Journalistin Claudia Nothelle ist ihre Schwester. Ihre andere Schwester Regina war Diözesandirektorin für Religionspädagogik im Bistum Dresden-Meißen.
Nothelle-Wildfeuer ist der Überzeugung: „Nur eine Kirche, die die Gleichberechtigung der Frauen auch mit Blick auf die Weiheämter ernst nimmt, ist eine glaubwürdige Kirche.“

## Mitgliedschaften (Auswahl)
- Mitglied der Görres-Gesellschaft (seit 1987)
- Mitglied im Vorstand der Joseph-Höffner-Gesellschaft (seit 2002)
- Beraterin der Kommission für gesellschaftliche und soziale Fragen der Deutschen Bischofskonferenz (seit 2011)
- Mitglied im wissenschaftlichen Beirat der Katholischen Sozialwissenschaftlichen Zentralstelle und von ORDO SOCIALIS
- Mitglied im Kuratorium der Konrad-Adenauer-Stiftung
- Stellvertretende Vorsitzende im Aufsichtsrat des Diözesan-Caritasverbands (DiCV) Freiburg (seit 2021)
- Vorsitzende des Vereins LebensRaum Kirche, Sankt Augustin

## Schriften (Auswahl)
- Joseph Kardinal Höffner und die Christliche Gesellschaftslehre. Sein Beitrag zu ihrer Fortentwicklung (= Kirche und Gesellschaft, Grüne Reihe. Nr. 448, hrsg. von der Katholischen Sozialwissenschaftlichen Zentralstelle). J. P. Bachem Medien, Köln 2018, ISBN 978-3-7616-3200-0.
- Mindestlohn – eine  Frage der Gerechtigkeit? (= Kirche und Gesellschaft, hrsg. von der Katholischen Sozialwissenschaftlichen Zentralstelle Mönchengladbach, Nr. 410). Bachem, Köln 2014.
- Geschichte der Sozialen Frage, Wirtschaftsethik, Politische Ethik. In: Clauß Peter Sajak (Hrsg.): Christliches Handeln in Verantwortung für die Welt. Schöningh, Paderborn 2015 (UTB 4312), ISBN 978-3-8252-4312-8, S. 169–182, 183–212, 213–230.
- Wirtschaftskrise und Sozialenzykliken. Die Soziallehre der Kirche im Dienst einer menschlichen Welt für alle (= PEK-Skript). Köln 2010, in Zusammenarbeit mit der Joseph-Höffner-Gesellschaft hrsg. von der Pressestelle des Erzbistums Köln.
- Wirtschaftskrise und Menschenbild – eine  Stellungnahme aus Sicht der katholischen Soziallehre. Hrsg. von der Herbert-Quandt-Stiftung. Bad Homburg v. d. Höhe 2009.
- Einfach nur Jesus? Eine Kritik am „Mission Manifest“. In: Ursula Nothelle-Wildfeuer und Magnus Striet (Hrsg.): Katholizismus im Umbruch. Band 8. Verlag Herder, Freiburg im Breisgau 2018, ISBN 978-3-451-38318-2.
- Soziale Gerechtigkeit und Zivilgesellschaft. Ferdinand Schöningh, Paderborn u. a. 1999 (= Abhandlungen zur Sozialethik; Bd. 42). Zugl. Bonn, Univ. Habil., 1997, ISBN 3-506-70242-4.